# 卡尔·斯特朗
卡尔·斯特朗（英語：Cal Strong，1907年8月12日—2000年1月27日），美国男子水球运动员。他曾代表美国参加1932年夏季奥林匹克运动会水球比赛，获得一枚铜牌。他原本也入选了1928年和1936年美国奥运水球队阵容，但均因各种原因未能上场参赛。